# スクリーミング・トゥリーズ
スクリーミング・トゥリーズ（Screaming Trees）は、アメリカのロック・バンド。1984年に結成。1990年代初頭のグランジシーンにおいて人気を博した。

## 略歴

### 1980年代
1984年、シアトルから100マイルほど離れた小都市エレンズバーグにて、ゲイリー・リー・コナー（ギター）とヴァン・コナー（ベース）の兄弟を中心に、マーク・ラネガン（ボーカル、ギター）、マーク・ピッケレル（ドラムス）と共に結成。同年にEP『Other Worlds』をリリースし、翌1986年1月にファースト・アルバム『Clairvoyance』を発表。サイケデリック・ロックとハードロックを混ぜ合わせたサウンドを展開した。同作はSSTレコードのオーナーであるグレッグ・ギンの目に留まり、バンドはSSTと契約した。
1987年3月にセカンド・アルバム『イーヴン・イフ&エスペシャリー・ホェン』をSSTよりリリースし、精力的にライブ・ツアーを行う。その後1988年5月にサード・アルバム『Invisible Lantern』、1989年10月に4枚目のアルバム『Buzz Factory』をリリースするなど、アルバム制作も活発に行う。

### 1990年代
1990年にバンドはエピック・レコードと契約、翌1991年1月に5枚目のアルバム『アンクル・アネスシージア』をリリース。プロデュースはサウンドガーデンのクリス・コーネルが行った。アルバム収録のシングル「Bed of Roses」がモダン・ロック・トラックスチャートで23位を記録し、バンドは本シングルで初めてチャートインを果たす。アルバム売り上げも以前よりは上がったが、バンドの人気はカルト的なものに留まった。アルバム・リリース後にヴァンはダイナソーJr.のライブ・ツアーに参加し、女性ベーシストのドナ・ドレッシュがツアー・ベーシストを務めた。またドラマーもピッケレルからバレット・マーティンに替わった。
1992年9月に6枚目のアルバム『スウィート・オブリヴィオン』をリリース。全米141位を記録し、ビルボードに初のチャートイン。アルバム収録のシングル「Nearly Lost You」はモダン・ロック・トラックスの5位、全英50位に入るなどバンドは遂にブレイクを果たす。『スウィート・オブリヴィオン』はアメリカ国内で30万枚以上を売り上げたが、アルバム・リリース後のツアーでメンバー間の緊張状態が高まり、ツアー後にバンドは活動休止を宣言する。1994年にラネガンはセカンド・ソロ・アルバム『Whiskey for the Holy Ghost』を発表した。
1995年始めにバンドは活動を再開、オーストラリアへ向かいビッグ・デイ・アウトに出演した。同年にニュー・アルバムの制作も行い、翌1996年6月に7枚目のアルバム『ダスト』をリリース。全米134位、全英32位を記録し、カナダでも39位に入った。リリース後のツアーではカイアス、クイーンズ・オブ・ザ・ストーン・エイジのジョシュ・オムがリズムギターで参加した。ツアー後にバンドは再び活動を休止させ、1999年に活動を再開しデモを制作、2000年にはサプライズのショーを行いレーベル契約へのアピールを行ったがうまくいかず、同年に解散した。
解散後の2011年に、1998年から1999年にレコーディングされた未発表音源を収録したアルバム『Last Words: The Final Recordings』をリリースした。

## メンバー

### 最終ラインナップ
- マーク・ラネガン（Mark Lanegan） - ボーカル、ギター （1985年 - 2000年） ※2022年死去
- ゲイリー・リー・コナー（Gary Lee Conner） - ギター （1985年 - 2000年）
- ヴァン・コナー（Van Conner） - ベース （1985年 - 2000年） ※2023年死去
- バレット・マーティン（Barrett Martin） - ドラムス、パーカッション （1991年 - 2000年）

### 旧メンバー
- マーク・ピッケレル（Mark Pickerel） - ドラムス （1985年 - 1991年）

### ツアー・メンバー
- ドナ・ドレッシュ - ベース （1988年、1991年）
- ショーン・ホリスター - ドラムス （1991年）
- ダン・ピータース - ドラムス （1991年）
- ジョシュ・オム - ギター （1996年 - 1998年）

## ディスコグラフィ

### スタジオ・アルバム
- Clairvoyance (1986年)
- 『イーヴン・イフ&エスペシャリー・ホェン』 - Even If and Especially When (1987年)
- Invisible Lantern (1988年)
- Buzz Factory (1989年)
- 『アンクル・アネスシージア』 - Uncle Anesthesia (1991年)
- 『スウィート・オブリヴィオン』 - Sweet Oblivion (1992年)
- 『ダスト』 - Dust (1996年)
- Last Words: The Final Recordings (2011年)

### コンピレーション・アルバム
- Anthology: SST Years 1985–1989 (1991年)
- Nearly Lost You (2001年)
- Ocean of Confusion: Songs of Screaming Trees 1990–1996 (2005年)

### EP
- Other Worlds (1985年)
- Beat Happening/Screaming Trees (1988年)
- Something About Today (1990年)
- Winter Songs Tour Tracks (1991年)

### シングル
- "Bed of Roses" (1991年)
- "Nearly Lost You" (1992年)
- "Shadow of the Season" (1993年)
- "Dollar Bill" (1993年)
- "All I Know" (1996年)
- "Dying Days" (1996年)
- "Sworn and Broken" (1996年)